# Indiana Jones i Królestwo Kryształowej Czaszki

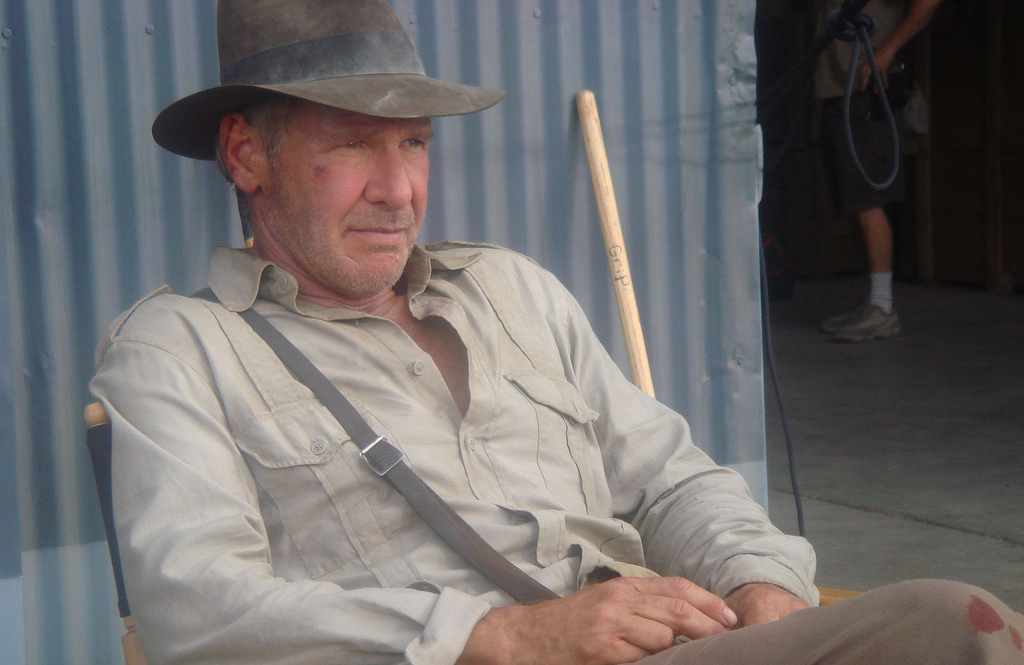
Harrison Ford jako Indiana Jones na planie filmu.

Indiana Jones i Królestwo Kryształowej Czaszki (ang. Indiana Jones and the Kingdom of the Crystal Skull) – amerykański film przygodowy w reżyserii Stevena Spielberga z 2008 roku. W czwartej odsłonie serii w rolę tytułowego archeologa, Indiany Jonesa, ponownie wcielił się Harrison Ford. W filmie wystąpili również m.in. Cate Blanchett jako Irina Spalko oraz Shia LaBeouf jako Mutt Williams.
Produkcja, wbrew wcześniejszym obawom twórców, okazała się hitem na światową skalę. Film zarobił niemal 790 milionów dolarów na świecie, co bezpośrednio po wszystkich prezentacjach filmu w kinach dało jej 22. miejsce na liście najbardziej dochodowych filmów. Serwis Rotten Tomatoes przyznał mu wynik 78%.

## Fabuła

### Wstęp
Akcja filmu rozgrywa się w czasie zimnej wojny w 1957 roku, dokładnie 19 lat po „Ostatniej Krucjacie”. Doktor Indiana Jones wiedzie spokojne życie, mając posadę jako wykładowca na uniwersytecie. Nagle jednak zostaje z niej zwolniony z powodu licznych rewizji FBI. Już wkrótce znów odda się wielkiej przygodzie, gdy dowie się o zaginionych trzynastu kryształowych czaszkach. Legenda głosi, że zostały one wykonane przez kosmitów lub wysoko rozwiniętą cywilizację Majów. Nowa podróż doprowadzi go m.in. do Meksyku i dżungli w Peru. W niej towarzyszyć mu będą: Marion Ravenwood – kobieta, z którą spotykał się w młodości; Mutt Williams – syn oraz Profesor Oxley – przyjaciel. Na dodatek po piętach deptać mu będą sowieccy agenci oraz Irina Spalko (w tej roli Cate Blanchett).

### Rozwinięcie
Akcja rozpoczyna się na pustyni Nevada podczas testów broni nuklearnej. W tym samym czasie radzieccy agenci KGB wykradają z magazynu znanego z „Poszukiwaczy zaginionej Arki” ciało kosmity z Roswell z pomocą uprowadzonego Indiany Jonesa. Indiana ucieka sowietom, przy okazji przeżywając detonację bomby atomowej w wykładanej ołowiem lodówce.
Następnie Indiana Jones spotyka pewnego chłopaka imieniem Mutt Williams, który mówi mu, iż prof. Harold Oxley jest w dużym niebezpieczeństwie i jeżeli nie odnajdzie kryształowej czaszki, jemu i matce tegoż chłopca grozi śmierć. Dr Jones postanawia wyruszyć do Peru na poszukiwania dwojga ludzi i uniemożliwienia tryumfu Irinie Spalko.
Na początku podróży Indy wraz z Muttem znajdują brakującą czaszkę w grobowcu konkwistadorów. Następnie przy jednym z obozowisk Sowietów odnajdują profesora i matkę chłopca. Okazuje się, że jest ona byłą przyjaciółką Indiany i że chłopak ten jest ich wspólnym dzieckiem. Później mają wiele potyczek ze Spalko i jej agentami, którzy za wszelką cenę pragną kryształowej czaszki. Podążając rzeką przez wodospady za wskazówkami obłąkanego pod wpływem mocy czaszki prof. Oxleya docierają do zaginionego miasta El Dorado. Po walce z tubylcami docierają do celu podróży i pragną pozostawić skarb w tajemnej komnacie co zgodnie z prastarą przepowiednią ma dać znalazcy brakującej czaszki niezwykłą moc.
Jones oraz jego towarzysze docierają do komnaty, w której brakuje trzynastej czaszki, tej która jest w posiadaniu Indiany. Tam dopada ich Irina Spalko, która jednak później ginie podczas kontaktu z Obcym. Kontakt ten następuje za pomocą trzynastu szkieletów Obcych, które zlewają się w zawirowanej czasoprzestrzeni w żyjącego Obcego. Irina pragnie posiąść całą wiedzę od obcego, nie wie jednak ze ludzki umysł nie jest w stanie pojąć takiego ogromu informacji, co skutkuje wypaleniem jej mózgu.

### Zakończenie
Wszystkie czaszki wraz ze szkieletami Obcych zostają w komnacie, która okazuje się być wnętrzem statku obcych. Statek odlatuje niszcząc wszelkie ślady swojej obecności na Ziemi, a Indy z kompanami wraca do domu. W uznaniu zasług zostaje przywrócony do pracy oraz obejmuje funkcję prodziekana. W finałowej scenie bierze ślub z Marion Ravenwood przy asyście swego syna oraz w obecności gremium profesorskiego swej Alma Mater.

### Miejsca
- Stany Zjednoczone
- Peru
- Brazylia

## Obsada
- Harrison Ford – dr Henry „Indiana” Jones Jr.
- Karen Allen – Marion Ravenwood
- Shia LaBeouf – Mutt Williams
- Cate Blanchett – Irina Spałko
- John Hurt – profesor Harold Oxley
- Ray Winstone – George „Mac” McHale
- Jim Broadbent – profesor Dean Charles Stanforth
- Igor Jijikine – Antonin Dowczenko